# Domitilla Veith
Domitilla Veith OSB (eigentlicher Name Margit Maria Veith; * 10. Mai 1928 in Striegau, Kreis Striegau, Provinz Niederschlesien; † 22. Januar 2014 auf der Fraueninsel) war eine deutsche Gymnasiallehrerin und Benediktinerin. Von 1980 bis 2003 war sie 55. Äbtissin des Klosters Frauenchiemsee, das auch als Frauenwörth bezeichnet wird. Sie verfasste mehrere historische und theologische Werke.

## Leben
Ihre Eltern waren Franz und Anna Veith, geb. Müller. Margit Maria hatte noch drei jüngere Brüder. Nach dem Besuch der vierklassigen katholischen Volksschule in Striegau wechselte sie auf das Lyzeum für Mädchen, das jedoch nach Kriegsbeginn 1939 mit der Oberschule für Jungen zusammengelegt werden musste, da die Räume als Lazarett benötigt wurden. Nachdem Striegau nach dem Zweiten Weltkrieg 1945 wie fast ganz Schlesien an Polen gefallen war, floh die Mutter mit Margit Maria und einem der Söhne im April 1946 nach Westdeutschland. Im hessischen Bad Wildungen konnte die Familie vereint werden, da der Vater, der vom Kriegsdienst nicht mehr in seine Heimat zurückkehren konnte, dort eine Bleibe gefunden hatte. In Bad Wildungen besuchte Margit Maria das Gymnasium, das sie 1948 mit dem Abitur abschloss. Anschließend studierte sie die Fächer Germanistik und Anglistik an der Universität Frankfurt am Main, die sie mit dem Staatsexamen abschloss. Danach unterrichtete sie Deutsch, Englisch und Amerikanische Literatur am Women’s College der Benediktinerinnen von Mt. Angel in Oregon, USA. Dort entschied sie sich, dem Orden der Benediktinerinnen beizutreten, und wählte hierfür die Abtei Frauenwörth auf der Fraueninsel im Chiemsee.
Einen wichtigen Impuls für diese Entscheidung erhielt sie noch in ihrer schlesischen Heimat über ihre Gymnasiallehrerin Ruth Thon (1905–1981). Sie war seit 1940 Oblatin der unweit von Striegau gelegenen Benediktinerabtei Grüssau. Ab 1943 bis Kriegsende begleitete sie mehrmals Schülerinnen nach Grüssau. Dort vermittelte ihnen Prior Nikolaus von Lutterotti im Kreise Gleichgesinnter u. a. die Grundzüge benediktinischer Liturgie sowie Texte aus der Heiligen Schrift. Dadurch erarbeiteten sie sich geistige Grundlagen für ihren inneren Widerstand gegen den Nationalsozialismus. Da das Abhalten von Exerzitien streng verboten war, wurden die Treffen als „Liturgische Werkwochen“ angekündigt.
Nach der Rückkehr aus den USA trat Margit Maria Veith am 5. Oktober 1956 in das Kloster Frauenchiemsee ein. Nach ihrer Referendarzeit von 1957 bis 1959 in Fulda folgte das Noviziat. Als Ordensnamen wählte sie „Maria Domitilla“. Die Ordensgelübde legte sie am 4. Juni 1963 ab. Im selben Jahr wurde ihr die Heim- und Schulleitung der Klosterschulen übertragen.
Nach der Resignation der Äbtissin Stephania Wolf Ende 1979 wurde Maria Domitilla Veith zu deren Nachfolgerin gewählt. Die Äbtissinnenweihe erteilte ihr am 10. Februar 1980 der damalige Münchner Erzbischof Kardinal Joseph Ratzinger, der spätere Papst Benedikt XVI.
Aus wirtschaftlichen Gründen wurde während ihrer Amtszeit das Klostergut auf dem Festland verpachtet. 1983 musste das Gymnasium geschlossen werden, 1995 die Berufsfachschule und die Berufsaufbauschule. Stattdessen wurde die Erwachsenenbildung aufgebaut, wodurch umfangreiche Umbauten der Klostergebäude erforderlich wurden sowie u. a. die Ausstattung der Seminarräume. Zur Finanzierung dieser Maßnahmen wurde ein Förderverein gegründet, dem der Landtagsabgeordnete Alois Glück vorstand. Nach dem Fall des Eisernen Vorhangs unterstützte Äbtissin Domitilla mit dem „Helferkreis Ternopil“ die Priesterausbildung in der Ukraine. Mit Erreichen des 75. Lebensjahres 2003 legte sie ihr Amt als Klostervorsteherin nieder.
Seit 1995 war Äbtissin Domitilla Veith Mitglied des Bayernbunds, der seinen Sitz in Rosenheim hat. Sie war Mitglied des Beirats und wurde 2008 zum Ehrenmitglied ernannt.
Sie starb am 22. Januar 2014; die Urnenbeisetzung auf dem Klosterfriedhof fand am 6. Februar d. J. statt.

## Werke (Auswahl)
- Zur Schulgeschichte des Inselklosters, Winfried-Werk, Augsburg, 1974
- Säkularisation und Wiedererrichtung der Abtei Frauenwörth, 1988
- In Geduld an den Leiden Christi teilnehmen, 1985 (gemeinsam mit Ambrosius Rose, OSB)
- Der Priester Joseph Rauchenbichler (1790–1858), EOS-Verlag St. Ottilien, 1990
- Benediktinisches Leben in Kloster Frauenchiemsee, 2003